# 抗日军政大学第一分校
抗日军政大学第一分校，或称中国人民抗日军政大学第一分校，简称抗大一分校，抗日军政大学的一所分校，1938年12月在陕北成立，之后马上东迁至晋东南，1940年1月又迁至胶东。

## 历史

### 成立
1938年9月，中国共产党中央委员会在陕西延安召开扩大的六届六中全会，毛泽东在会上号召冲破敌人对陕甘宁边区的封锁，到敌后办学，培养干部开展敌后游击战，发展和建设抗日根据地。会后，中共中央、中央军委就在敌后开办抗日军政大学分校问题与晋东南八路军总部领导人磋商，朱德、彭德怀、左权电复同意抗大到晋东南成立分校。抗日军政大学按照中央命令，将驻甘肃庆阳的抗大第五大队和驻陕西洛川的抗大第六大队全部，驻延安的抗大第一、第三、第四大队的一部分，陕北公学旬邑分校的大部分，以及西北抗日青年训练班的一部分，编成一分校，共计3000余人，并要求所有人员在1938年12月中下旬到甘泉一带集中，编队、动员后东迁晋东南。1938年12月13日，中央军委发布命令，任命何长工为抗大一分校校长，周纯全为副校长。1938年12月22日，抗大第五、六大队到达甘泉并举行东迁动员大会，抗大总校副校长罗瑞卿在会上宣读中央军委的任命，并宣布总校任命韦国清为训练部部长、黄欧东为政治部主任，同时决定成立第一分校党务委员会，黄欧东任书记，何长工、周纯全、韦国清、刘浩天任委员。1938年12月25日，抗大一分校在陕西省延长县举行成立暨东迁大会。

### 晋东南时期
经过一周的整编，抗大一分校于1939年1月3日出发，由延水关东渡黄河进入山西省永和关，经永和、石楼等县于1月8日抵达吕梁山抗日根据地，后由115师陈士榘支队掩护通过敌人的同蒲铁路封锁线，翻过绵山，经沁源县、沁县、襄垣县夏店于1月21日到达距离八路军总部仅10余里路的屯留县故县镇（今长治市潞州区黄碾镇故县村）一带，对外称“国民革命军第十八集团军总部随营学校”。1939年1月25日，该校全体学员在故县二仙庙前举行东迁胜利大会，八路军总司令朱德和副参谋长左权曾参加大会并讲话。1939年2月23日，该校举行第一期学员开学典礼，当时学校设校部、训练部、政治部，中层设处、科、室，学员有3237人，被编为7个教学营，29个学员队。1939年5月，该校奉八路军总部指示增设学员支队建制，设3个支队。由于学校与八路军总部驻地相距很近，1939年4月至6月间，八路军总部的朱德、彭德怀、左权、傅钟、陆定一和中共北方局的杨尚昆、朱瑞等领导人都曾到学校作报告或讲课。
1939年7月初，侵华日军出动5万兵力对晋东南抗日根据地进行大规模“扫荡”，一分校按照八路军总部命令从上党向太行山南部的壶关、平顺、长治、陵川一带转移。该校抵达太行山南部后，不仅坚持教学训练，还抽人组成战地工作团，组织当地群众建设民主政权，并组织武工队到敌占区发动群众组织抗日游击小组或抗日自卫队袭扰敌人。7月中旬，该校按八路军总部决定对外改称“第十八集团军直属第三纵队”，又称“太南游击司令部”，由何长工兼司令员，总部锄奸部部长杨奇任政治委员。8月上旬，日军对晋东南根据地发动的“九路围攻”宣告破产，该校办学环境逐步稳定，进驻壶关县神郊村一带，因学校基层管理干部不足，开办第二期区队长训练班，学员在11月份结业后全部留校工作。9月18日，该校的第一期学员毕业，在壶关县神郊大庙举行毕业典礼。1939年11月上旬，该校按中央军委命令又从晋东南出发，东迁往山东抗日根据地，何长工奉命率领1300余名教职工和学员留在组成留守大队，在驻地做好迎接总校迁址晋东南的各项准备工作。1940年3月1日，留守大队与总校会合。

### 山东时期
1939年11月15日，该校东进队伍从驻地神郊出发，代号“八路军挺进纵队”，校长改为周纯全，政治委员兼政治部主任为李培南，副校长兼训练部长为韦国清，训练部长为袁也烈。东迁的1000余人编成3个行军大队，全体女性干部学员与文工团合编为宣传大队随校行动。经过4天行军后到抵达山西省黎城县西井镇集结休整，11月25日离开西井继续东进，顺李公道出山西进冀南。11月30日，在一二九师掩护下于邢台南沙河一带穿越平汉铁路封锁线。12月3日，到冀南军区驻地曲周，受到军区司令员宋任穷、副司令员王宏坤迎接。几日后继续东进至鲁西军区，12月12日进入泰西地区。12月31日午夜，在山东纵队第六支队掩护下，在大汶口南侧的南驿车站附近穿过津浦路封锁线。1940年1月3日，该校东进队伍抵达蒙阴县垛庄“燕翼堂”。
1940年1月5日，该校抵达东迁目的地山东省沂蒙山区沂水县孙祖乡东高庄、张庄一带。1月12日，中共中央山东分局、八路军第一纵队和山东纵队在东高庄召开欢迎会，分局书记朱瑞、一纵司令员徐向前参会并讲话。抗大一分校对外称“八路军第八支队”，由一纵领导。1940年2月，该校开始招收第三期学员，由山东各部队选送，共招2670名。1940年2月，八路军第一纵队随营学校山东抗日军政干部学校撤销，编为该校第五大队。3月初，举行第三期开学典礼，徐向前到会并讲话。3月16日，该校参加孙祖战斗，奉命配合作战。1940年4月，该校第一大队在胶东同八路军胶东抗日军政干部学校合并组成抗大一分校胶东支校。1941年1月初，第四期学员入学，共计2524名，至八九月间毕业。1941年冬，侵华日军对沂蒙山区进行“扫荡”，该校按山东军区要求，在东西梦山一带活动，负责内线战斗。11月30日，日军大规模合围大青山，该校组织力量主动承担掩护领导机关突围任务，最终以极大的牺牲掩护部队成功突围。
1942年初，该校招收第五期。1942年6月，第六期在滨海区莒县郑家相邸村开学。1943年3月，经山东军区决定，抗大一分校缩编改称山东军区教导第一团，对外继续保留抗大一分校番号。该校直属机构改设参教处、政治处、供给卫生处，孙继先任教育长。9月，梁必业任政治委员兼政治处主任。1944年3月，第六期学员毕业。1944年6月，学校领导调整，曾国华任校长，孙继先任副校长，李梓斌任教育长。6月，第七期开学。该校各个学员队中一队、二队为军事队，三队为政治队，四队为文化队，另有一个由团级以上干部组成的上干队。1944年8月，山东分局决定由分局城工部和抗大一分校合办一期城市青年队，城工部负责学员对象的审查、选调和毕业分配，一分校负责训练。1945年4月2日，该校在费县县城举行第八学期开学典礼，为一分校首次在县城举行的开学典礼，时任校长曾国华，政委梁必业。此时有6个学员队，并继续开办上干队，其后6个学员队被扩编为3个大队，城青队继续开办，共计1200多人。第一大队包括4个连排干部队；第二大队有2个工农干部队和2个胶东知识青年队，工农干部队学员多为以学文化为主的班排干部和老战士；特科大队有迫击炮、重机枪、工兵等3个队。1945年11月，教导第一团除留下部分干部筹建山东军区教导大队外，其余干部、学员由参教处长邸怀珍、政治处代主任徐洪才率领由费县启程开赴中国东北，回归抗大总校建制。1946年2月，被编为东北军政大学第三支队。

## 下属支校
1940年2月，中共中央山东分局决定，把115师教导大队归属抗大一分校兼管，称抗大一分校第一支校，仍属115师建制。该支校曾在1940年2月参加攻打白彦镇据点，1940年夏在费县崮口一带对抗敌军“扫荡”，12月底在铜石附近抗击日军进攻。1941年5月，国民革命军第51军侵占115师的大炉根据地，学校配合参战。同年6月，学校转移到滨海地区；8月，参加与山东第十六区保安三旅第二团的马庄战斗，歼灭国军梁钟亭部；11月，参加掩护山东军区机关转移的战斗。1942年2月，第一支校奉命精简为抗大一分校第一大队。
1940年2月，鲁西军政干部学校改称抗大一分校第二支校。该校组建于1939年夏，何德全兼任校长，朱子伟任教育长，孙厚甫任训练处长，赵凤歧任政治处主任，解长林任副主任兼党总支书记。1941年6月，鲁西军区与冀鲁豫军区合并，第二支校转隶冀鲁豫军区，第二支校校长即由军区司令员杨得志兼任。1942年2月，冀鲁豫军区政治部宣传部长郑思群到校任政治处主任，后升任政治委员。8月，潘焱被调到学校任教育长。1942年8月，冀鲁豫军区在河南省濮阳县琉璃井村创办抗大第一分校附属陆军中学，杨得志兼任校长，郑思群任政治委员，学员600余人。1944年春，第二支校学员中队随全党整风运动改为整风队，进行整风学习。同年5月，冀鲁豫平原分局党校在河南林县成立，6月，学校部分干部前往林县党校学习，其他干部、学员则被分配工作。
1940年2月，抗大一分校第一大队由大队长贾若瑜、政治委员廖海光率领从沂蒙山区出发，经鲁中前去胶东，由山东纵队第三支队九团团长赵寄舟带队护送。1940年4月23日，第一大队到达胶东抗日根据地与山东纵队第五支队会合。5月1日，第一大队在掖县三元村同胶东抗日军政干部学校宣布合编组成抗大一分校第三校。6月1日，第三校正式成立开学，又称胶东支校、胶东抗大，五支队政委高锦纯任校长，贾若瑜任副校长，廖海光任政治委员。1941年3月，胶东支校迁入牙山抗日根据地。1941年6月，聂凤智任校长，廖永光任政委，黄经琛任教育长，1941年秋，辖三个营共600多学员。1943年3月，胶东支校改称山东军区教导第二团，团长贾若瑜、聂凤智、蔡正国、裴宗澄，政治委员廖海光、刘浩天、严政。1943年5月时蔡正国任团长，刘浩天任政委，学员共约千人，组成3个营9个队。1947年2月，教导第二团改称华东军政大学胶东分校。

## 旧址
1977年12月23日，位于山东省临沂市沂南县孙祖乡东高庄的抗大一分校旧址被公布为山东省文物保护单位。
2004年6月10日，八路军总部办事处故县旧址为公布为山西省文物保护单位，该旧址也是抗大一分校在故县时期的重要活动场所，迟浩田曾为其题词“抗大一分校旧址”。2015年12月12日，故县村红色抗战纪念馆布展结束，展示由大量抗大一分校在故县时期的文物及照片。
2011年5月20日，位于山东省烟台市栖霞市桃村镇荆子埠村的抗日军政大学第一分校旧址被公布为烟台市第四批市级文物保护单位，其保护范围为东自建筑外墙向东5米，南至村路，西自建筑外墙向西1米，北自建筑外墙向北3米。
2016年6月6日，抗大一分校北岗旧址被公布为第五批山西省文物保护单位，该旧址位于长治市屯留县渔泽镇北岗村，主要包括抗大一分校直属队旧址、抗大一分校直属队女生队旧址、抗大一分校特科营营部旧址，占地面积约5347平方米。
2018年，中共栖霞市委、市政府开始着手以胶东抗大旧址牟氏庄园的南忠来和师古堂两个院落筹建胶东抗大精神教育基地。2019年8月29日，胶东抗大精神教育基地正式建成，并对外开放。
2019年4月，壶关神郊真泽宫被命名为山西省爱国主义教育基地。7月1日，壶关县举行抗大一分校壶关神郊真泽宫旧址暨省级爱国主义教育基地揭牌仪式。

## 其他相关
1941年3月，中共鲁中五地委与莒日临赣四县联合办事处在抗大一分校的直接帮助下在莒南县创办滨海中学，1945年8月改名为滨海建国学院，为现临沂大学的前身。